# 南房総市立嶺南小学校
南房総市立嶺南小学校（みなみぼうそうしりつ れいなんしょうがっこう）は、千葉県南房総市にある公立小学校。

## 概要
- 本校は、和田・南三原・南の3小学校が統合して開校。開校時点の児童数は297名[1]。
- なお、同一敷地内には、本校・嶺南中学校・嶺南子ども園の3施設を構成する嶺南学園が入る。

## 沿革
- 2019年（平成31年）4月1日 - 開校。
- 2020年（令和2年）
  - 3月24日 - 最初の修了式挙行。
  - 3月25日 - 第1回卒業証書授与式挙行。

## 通学区域と進学先中学校
出典

### 通学区域
- 小戸・岩糸・西原・加茂・沓見・古川・峰・安馬谷・久保(真野)・白子(仲原・三嶋)・大井・御子神・宮下・川谷・石堂原・石堂・丸本郷・石神・前田・珠師ケ谷・平塚・和田町花園・和田町柴・和田町仁我浦・和田町和田・和田町真浦・和田町下三原・和田町白渚・和田町海発・和田町松田・和田町沼・和田町中三原・和田町黒岩飛地・和田町白渚飛地・和田町上三原飛地・和田町真浦飛地・和田町小川・和田町黒岩・和田町上三原・和田町小向・和田町布野・和田町磑森・和田町五十蔵・和田町石堂・和田町中三原飛地

### 進学先中学校
- 南房総市立嶺南中学校

## 周辺
- 南房総市立嶺南中学校 - 同一敷地内で、主な進学先中学校。
- 南房総市立嶺南子ども園 - 同一敷地内で、進学前子ども園。
- 国道410号
- 丸山川
  - なお、丸山川を挟んだ対岸側に、南房総市役所丸山分庁舎がある。

## アクセス
- 南房総市営バス北三原線（起終点）・千歳大井細田線（途中停留所）で、「嶺南学園」バス停下車。
- JR内房線
  - 千歳駅から、上述の南房総市営バス千歳大井細田線で8分、「嶺南学園」バス停下車。
  - 南三原駅から、上述の南房総市営バス北三原線で14分、「嶺南学園」バス停下車。
    - ただし、運行本数は僅少である。